# Tenmile Range
Tenmile Range je menší pohoří v centrální části Colorada, ve Spojených státech amerických. Je součástí Skalnatých hor. Nachází se v kraji Summit County. 
Nejvyšší horou pohoří je Quandary Peak (4 350 m). Hlavním centrem v oblasti je město Breckenridge.

## Geografie
Přestože se pohoří jmenuje Tenmile, jeho délka je ve skutečnosti 12 mil (20 km). Tenmile Range je na severu ohraničeno průsmykem Tenmile Creek, na jihu pak průsmykem Hoosier Pass.

## Reliéf
Geologicky má pohoří tvar asymetrické antiklinály. Z východní strany jsou svahy hor mírné a dostupné. Západní stranu pohoří naopak tvoří strmé skalní stěny.

## Historie
V době vzniku zlaté horečky a těžby rud v Coloradu zůstalo pohoří Tenmile Range mimo zájem zlatokopů a těžařů. V roce 1900 byl však v oblasti objeven molybden. S počátkem 1. světové války, kdy se molybden využíval jako přísada do oceli pro výrobu zbraní, začala aktivní těžba. Ta trvala s výkyvy v průběhu celého 20. století. Od 60. let minulého století se pohoří začalo stávat lyžařským centrem. Dnes patří okolí Breckenridge k nejznámějším lyžařským centrům v Coloradu i ve Spojených státech.